# Dixeia spilleri
Dixeia spilleri är en fjärilsart som först beskrevs av Donald Spiller 1884.  Dixeia spilleri ingår i släktet Dixeia och familjen vitfjärilar. Inga underarter finns listade i Catalogue of Life.